# Glow On
Glow On – drugi singiel przedpremierowo zapowiadający nowy album Edyty Górniak, wydany 21 listopada 2014 nakładem wytwórni muzycznej Universal Music Polska. Utwór napisała i skomponowała wokalistka wraz z duetem producenckim Dustplastic: Piotrem Pacakiem i Michałem Nocnym, zaś za mastering singla odpowiadał Kevin Metcalfe.
Okładka singla została przedstawiona 20 listopada 2014 roku za pośrednictwem internetu. Dzień później wokalistka zaprezentowała premierowo utwór podczas audycji Marcina Wojciechowskiego, Zet na punkcie muzyki w Radiu Zet. Jeszcze przed oficjalną premierą, utwór wyciekł do internetu, pojawiając się w muzycznej aplikacji Deezer. Po kilku godzinach został jednak usunięty.
Pierwsze wykonanie piosenki na żywo miało miejsce podczas V edycji programu The Voice of Poland. Utwór pojawił się na 3. miejscu listy AirPlay, jako jedna z najczęściej granych nowości w polskich rozgłośniach radiowych w lutym 2015 roku.
7 kwietnia 2015 w aplikacji Deezer pojawił się remix piosenki zrealizowany przez Dustplastic. 26 maja 2015 „Glow On” oraz „Your High” ukazały się na wspólnym winylowym maxisinglu. Poza wersjami albumowymi utworów, wydawnictwo zawiera remiks „Glow On” zrealizowany przez duet producencki Dustplastic oraz wykonanie a capella „Your High”.

## Lista utworów
Opracowano na podstawie materiału źródłowego.
1. „Glow On” – 4:52

## Notowania utworu
Pozycje na listach airplay
| Kraj   | Lista (2015)      | Najwyższa pozycja |
| ------ | ----------------- | ----------------- |
| Polska | AirPlay – Nowości | 3                 |

Pozycje na radiowych listach przebojów
| Kraj   | Lista (2014/2015)                                    | Najwyższa pozycja |
| ------ | ---------------------------------------------------- | ----------------- |
| Polska | Radio Zet (Lista przebojów Radia Zet)                | 1                 |
| Polska | Wietrzne Radio (Top 15)                              | 2                 |
| Polska | Polskie Radio Szczecin (Szczecińska Lista Przebojów) | 19                |